# Ohnišťany
Obec Ohnišťany (německy Wochnischtian) se nachází asi deset kilometrů severně od města Nový Bydžov v okrese Hradec Králové. V obci žije 337 obyvatel.

## Historie
Historicky jsou Ohnišťany známy od 14. století, kdy byly sídlem zemanů z Ohnišťan, kteří zde vlastnili tvrz. První písemná zmínka o vesnici je z roku 1318.

## Přírodní poměry
Vesnicí protéká Ohnišťanský potok, který se vlévá do Javorky, jejíž tok je ve správním území obce součástí přírodní památky Javorka a Cidlina – Sběř.

## Sport
V obci funguje fotbalový oddíl TJ Ohnišťany.

## Pamětihodnosti
- Kostel svatého Václava, původně gotický kostel z 15. století, který byl po požáru v roce 1804 přestavěn. Je jednolodní s nízkou věží na západním průčelí a trojboce uzavřeným presbytářem. Na severní straně kostela se dochoval gotický portál. Zařízení kostela je pseudobarokní z 19. století.
- Socha svatého Jana Nepomuckého